# Daniel Hjorth (författare)
Olof Per Daniel Gustavsson Hjorth, född 18 juli 1931 i Malmö, död 5 mars 2020 i Falsterbo, var en svensk förlagsman och litteraturskribent.
Hjorth blev filosofie licentiat 1961, var litteraturkritiker på Sydsvenska Dagbladet Snällposten 1951–1956, Bonniers Litterära Magasin 1955, Dagens Nyheter 1957, medarbetare i Svenska Dagbladet från 1975, anställdes på Albert Bonniers Förlag 1958, biträdande redaktör för Bonniers Litterära Magasin 1959, huvudredaktör 1962–1966, litterär rådgivare på bokförlaget Aldus 1962, 1:e förlagskonsult på Albert Bonniers Förlag 1966, förlagschef på Aldus 1970–1976, Alba 1976–1992, ordförande Bonnier Alba från 1992. Han var styrelseledamot i Moderna museets vänner 1970–1982 (ordförande 1977–1981) och i Svenska bokförläggareföreningen 1980–1987. Han var korresponderande ledamot av Svenska litteratursällskapet i Finland.
Hjorth skrev spirituella essäer om författare kring första världskriget och från det österrikisk-ungerska kejsardömet i Bifigurer och några andra (1980) och Kakafoni (1984) samt berättade om författare och kulturpersonligheter i böcker som Passanter (1990) och Gränslösa (1995). Han var inspicient för och hade en roll i filmen Ett svårskött pastorat 1958.
2011 tilldelades han Doblougska priset. Daniel Hjorth är begravd vid Falsterbo kyrka.